# فياريال دي أويرفا
بلدية فياريال دي أويرفا (بالإسبانية: Villarreal de Huerva) هي بلدية تقع في مقاطعة سرقسطة التابعة لمنطقة أراغون شمال شرق إسبانيا.

## الديموغرافيا
بلغ عدد سكان بلدية فياريال دي أويرفا 230 نسمة عام 2011 (وفقاً للمعهد الوطني الإسباني للإحصاء).
| 181 | 177 | 179 | 208 | 199 | 202 | 230 |